# TAPoR
Il progetto Text Analysis Portal for Research, comunemente detto TAPoR, consiste in una rete di sei dei più importanti centri di Informatica Umanistica in Canada: l'Università McMaster, l'Università di Victoria (in collaborazione con il Malaspina UC), l'Università dell'Alberta, l'Università di Toronto, l'Università di Montréal e l'Università del New Brunswick. TAPoR ha sviluppato "una rete di nodi nelle università canadesi che fornisce server e laboratori locali dove i migliori gruppi di strumenti, industriali o di altra provenienza, possono essere aggregati e resi accessibili. Questi sono integrati da speciali infrastrutture e testi rappresentativi."
TAPoR ha sviluppato un portale web dove i ricercatori possono utilizzare strumenti di analisi testuali. Questi possono essere utilizzati sia senza un account alla pagina TAPoR Tools Archiviato il 17 giugno 2008 in Internet Archive., sia con un account regolarmente registrato con il quale gli utenti possono definire i testi sui quali vogliono operare e creare liste di strumenti preferiti.
La maggior parte di questi strumenti è composto da servizi web che non sono sui server di TAPoR. Il portale agisce come un'interfaccia per nascondere i servizi web-based e per rendere il tutto più omogeneo. Permette comunque un'avanzata Analisi testuale.
TAPoR ha anche sponsorizzato le conferenze del CaSTA, il Canadian Symposium on Text Analysis, inclusa la The Face of Text (CaSTA 2004), che si concentrava sulla visualizzazione testuale. Ricerche selezionate da "The Face of Text" sono state pubblicate da Text Technology, una rivista di elaborazione testuale computerizzata.